# Trnávka (Bratislava)
Trnávka je místní část a katastrální území v Bratislavě v městské části Ružinov v okrese Bratislava II.
Je ohraničena ulicemi a komunikacemi Rožňavská na severozápadě, Cesta na Senec na severu a Trnavská cesta a Vrakunská cesta na jihu. Na východě hraničí s Farnou, částí obce Ivanka pri Dunaji.

## Historie
Kolem 15. století patřila tato část pravděpodobně do vajnorského katastru a měla pojmenování Dornyk - Dvorník. Původně ho tvořily pole, louky, pastviny s celkovou plochou přes 1300 hektarů. Byla tu i známá Kuchajda (později vojenské cvičiště) s močálem (dnešní jezero Kuchajda). První osídlení tohoto území nastalo od roku 1869 a prvním bytem byl služební byt kočího na panském Jurajově dvoře. Často se uvádí Güllov dvůr, ale ten se nacházel na místě nynějších tiskáren Bittner. Od roku 1872 zde stála Hecklerova cihelna. V cípu mezi Jurajovým dvorem a cihelnou začala výstavba čtvrti Dornkappel. Cihelny byly na Trnávce dvě. Výstavba čtvrtě Dornkappel pokračovala až v roce 1918, masověji až od roku 1924. V roce 1938 byl dostavěn kostel.

### Název
Současné území bratislavské části Trnávka mělo původní název Torrnkapel (od roku 1655) a Dornkappel s více obměnami od roku 1865 do roku 1945. Název Dornkappel vznikl z německých slov Dorn (trn) a Kappel (kaple). Kaple se zvonicí stála u cihelny, dodnes má ulice na daném místě název Pri zvonici.

## Charakteristika

### Občanská vybavenost
Nacházejí se zde jesle, mateřská, základní škola a čtyři střední školy (SOU nábytkářské, SOU stavební, Soukromá střední umělecká škola, Střední zdravotní škola), kostel, fotbalové hřiště, zdravotní středisko, pošta, policie, velká nákupní střediska Avion a Soravia. Na území Trnávky se také nachází Letiště M. R. Štefánika a přírodní koupaliště Zlaté piesky.

### Památky
Soubor domů (tzv. Masarykova kolonie) na Trnávce byl postavena v 20. letech 20. století na vějířovitém půdorysu. Kolonii tvoří 30 stejných dvojdomů se zalomenými štíty a s charakteristickým zastřešením domů tzv. „oslími zády“. Tyto střešní konstrukce jsou vytvořeny experimentální konstrukcí pomocí dřevěných vazníků z lepených segmentů.